# معين كنعان
معين كنعان هو عالم وراثة فلسطيني، يشغل منصب رئيس مختبر الأبحاث الوراثية وعلم الوراثة الجزيئية في جامعة بيت لحم، كما يعمل في المستشفى الاستشاري العربي في رام الله.

## تأثيره المحلي والمجتمعي
- الوقاية والتوعية: يشدد كنعان على أهمية الفحص الوقائي لتجنب الأمراض الوراثية، خاصّة في حالات زواج الأقارب، وتطبيق علم الوراثة ضمن خدمات الصحة العامة في فلسطين.[1]
- ترجمة علم الجينات إلى طبّ عملي: من خلال تقديم الفحوصات الطبية والاستشارات، يربط البحث العلمي بتطبيقات تشخيصية وعلاجية تخدم المرضى والأسرة.

## المشاريع البحثية والتقنيات المستخدمة
1. مختبر الأبحاث الوراثية – جامعة بيت لحم
- أنشأ أول مختبر مخصص للأبحاث الوراثية في جامعة بيت لحم، ليصبح مركزاً رائداً في فهم ومعالجة الأمراض الوراثية في المجتمع الفلسطيني.[2]
- يُركّز على الطفرات المرتبطة بفقدان السمع في نحو 3000 عائلة فلسطينية، وقد حقق تحديد الجينات المسؤولة في حوالي 70% من هذه الحالات.[3]
- أُدخلت تقنية تسلسل الإكسوم الكامل للكشف الكامل عن الطفرات، وإنشاء قاعدة بيانات خاصة بالتنوع الجيني الفلسطيني لأكثر من 3000 شخص.[4]

2. برنامج الوراثة والسرطان
- يقود "دراسة سرطان الثدي في الشرق الأوسط" بالشراكة مع مؤسسة أبحاث سرطان الثدي، وزملاء مثل ماري كلير كينغ وأفرات ليفي لحد، ويضم أكثر من 1500 مريضة و400 من أقاربهن.[5]
- اكتُشفت طفرة خاصة في جين TP53 في نساء فلسطينيات، لا تتسبب بمتلازمة لي-فراوميني التقليدية، مما يستدعي إعادة تقييم بروتوكولات المتابعة الطبية.

## الخدمات الطبية المطبّقة
- أسَّس عيادة في مستشفى الاستشاري العربي (رام الله) لتقديم فحوصات واستشارات جينية تشمل:
  - فحوص ما قبل الزواج، تسلسل الإكسوم الكامل، فحوص BRCA للسرطانات، فحص الخلايا المجهرية، وتشخيص قبل الولادة.
  - يواصل عمله في مختبر المستشفى الاستشاري العربي، حيث يقدم خدمات تشخيص جيني متقدمة تشمل فحوصات زواج الأقارب، السرطانات الوراثية (مثل BRCA لسرطان الثدي)، وعلوم "ما فوق الجينات".[4]
  - تعاون مع فنّيّي مختبر مثل دانيا الدجاني لزراعة أجنة سليمة وزيارات إكلينيكية منتظمة.
  - يشارك في ندوات وأبحاث مشتركة، مثل بحث "التعرف على جينات الصرع" عبر دراسات عائلية نظمها بجامعة بيت لحم.[2]

## التعليم وجيل الباحثين
- أشرف على إعداد أكثر من 12 طالب دكتوراه و24 طالب ماجستير ضمن المختبر.
- نظم ندوات أكاديمية، منها ندوة حول «التعرّف على جينات الصرع» عام 2020، شارك فيها منسق أبحاث وطلاب.

## الأثر المجتمعي والوقاية
- يسلّط الضوء على التأثير الكبير لزواج الأقارب في زيادة الأمراض الوراثية، ويشجّع على الفحص الجيني الوقائي ضمن الصحة العامة.
- أنشأ خدمات جينية متكاملة بجهود وموارد محلية، مما جعل الخبرات في متناول السكان الفلسطينيين.

## ملخص
| المجال        | الإنجازات الرئيسية                                                                       |
| ------------- | ---------------------------------------------------------------------------------------- |
| البحث         | حفظ قاعدة بيانات جينية فلسطينية، تسلسل شفرات أهم الأمراض الوراثية، والكشف عن طفرات جديدة |
| التشخيص الطبي | فحوص شاملة للسرطان، قبل الزواج، وتلقيح أجنة سليمة                                        |
| التأثير       | ربط البحث بالعمل الطبي، وزيادة الوعي المجتمعي والصحة العامة                              |